# Hrvatska državna samouprava u Mađarskoj
Hrvatska državna samouprava (mađ. Országos Horvát Önkormányzat) odnosno Zemaljska samouprava Hrvata je samouprava koju narod Hrvata u Mađarskoj ima u skladu sa zakonima Republike Mađarske.
Hrvatska državna samouprava ima Skupštinu kao svoje upravno tijelo. Članove se bira na razdoblje od 5 godina.

## Povijest
Do 1994. godine u Mađarskoj hrvatskoj manjini najveće kulturno, prosvjetno i političko tijelo bio je Savez Hrvata u Mađarskoj odnosno njegov Kongres, a od te godine to čini Zemaljska samouprava Hrvata, s obzirom na to da su već 1993. u Mađarskoj manjinske samouprave preuzele političko organiziranje nacionalnih manjina.
Mađarski parlament je donio Zakon o pravima nacionalnih i etničkih manjina u Republici Mađarskoj, u kojem je predvidio ustavno pravo manjinama osnivati lokalne i manjinske samouprave. Uslijedili su lokalni izbori u Mađarskoj 1994. godine, čime su sve manjine došle prvi put u povijesti u prigodu odlučiti žele li se same organizirati i odrediti kako će se postaviti na političkoj pozornici Republike Mađarske. Manjine su iskoristile tu zakonsku mogućnost, a Hrvati su na izborima 1994. i 1998. godine za manjinsku samoupravu dobili 130.000 glasova, potvrdivši da nisu raznorodna i amorfna masa, nego jedinstveni narod s izgrađenom i očuvanom nacionalnom sviješću.
HDSM se bavi i izdavaštvom, pa su tako izdaju tromjesečnika Biltena, od 1996. godine godišnjaka za Hrvate u Mađarskoj Hrvatskog kalendara, a suizdavači su Hrvatskog glasnika.

### Izbori za zastupnike
1. listopada 2006. godine biralo se zastupnike hrvatskih manjinskih samouprava u Mađarskoj. Mađarski Hrvati upisali su se u biračke popise u 170 naselja, a pri čemu je u 115 naselja (gradova, sela, okruga) bilo najmanje 30 upisanih (zakonski minimum za utemeljenje manjinske samouprave). U tih 115 naselja 724 kandidata borilo se za 575 hrvatskih zastupničkih mjesta po samoupravnim manjinskim tijelima mađarskih Hrvata. Kandidate su dale sljedeće hrvatske civilne organizacije, najviše ih je kandidirao Savez Hrvata u Mađarskoj zatim, Društvo Horvatov kre Mure, KUD Tanac, Zemaljsko društvo hrvatsko-mađarskoga prijateljstva, Šokačka čitaonica Mohač, Hrvatsko-mađarska kulturna udruga Andrása Dugonicsa, Udruga hrvatski kulturni centar Bunjevačka čitaonica i Hrvatsko-mađarska kulturna udruga "Szent László".

### Sastavi
Sastav od 3. ožujka 2007. godine ima 39 delegata, 10 iz Gradišća, 5 iz Budimpešte, 5 iz Bačke, 5 iz Zale, 11 iz Baranje te 3 iz Podravine.

## Jedinice po županijama
Danas u Mađarskoj djeluje veći broj jedinica hrvatske manjinske samouprave.
2001. godine djelovalo je 114 jedinica hrvatske manjinske samouprave.
- Bačko-kiškunska županija: 
  - aljmaška mikroregija: Aljmaš, Čikerija, Kaćmar
  - kalačka mikroregija: Baćino, Dušnok, Kalača
  - bajska mikroregija: Baja, Baškut, Bikić, Čavolj, Gara, Santovo
  - kečkemetska mikroregija: Kečkemet
- Baranjska županija: 
  - komlovska mikroregija: Komlov
  - mohačka mikroregija: Lanjčuk, Minjorod, Mohač, Jarad, Olas, Sajka, Surdukinj, Vršenda, Udvar, Veliki Narad[6] Narad[7]
  - pečvarska mikroregija: Katolj
  - pečuška mikroregija: Ranjoš, Birjan, Kozar, Kukinj, Šaroš, Mišljen, Pečuh, Pogan, Salanta, Semelj, Sukit,
  - selurinačka mikroregija: Selurinac
  - sigetska mikroregija: Siget, Dopsa[8]
  - šaška mikroregija:
  - šeljinska mikroregija: Šeljin, Fok, Edsemartin,[9] Martinci, Starin, Vajslovo, Križevce, Bogdašin, Ivanidba[7]
  - šikloška mikroregija: Šikloš, Harkanj, Kašad, Breme[7]
- Bila županija: Pentela (Dunaújváros),[10] Stolni Biograd (Székesfehérvár)[11]
- Boršod-abaúj-zemlénska županija: Miškolc
- Budimpešta: u 2., 3., 4., 5., 7., 9., 10., 11., 12., 13., 14., 15., 16., 18., 19., 20. i 22. okrugu
- Čongradska županija: Segedin
- Đursko-mošonsko-šopronska županija: Bizonja, Đura, Kemlja, Koljnof, Stari Grad, Šopronj, Šopronhorpač, Umok, Unda, Vedešin
- Peštanska županija: Andzabeg, Bata, Senandrija, Tukulja
- Šomođska županija: Barča, Bojevo,[12] Brlobaš, Darány, Kapošvar (Kapušvar[13]), Dombol, Lukovišče, Novo Selo, Potonja, Izvar
- Tolnanska županija: Seksar
- Zalska županija: Bečehel, Belezna, Fićehaz, Kaniža, Kerestur, Letenja, Mlinarci, Petriba, Pustara, Serdahel , Sumarton, Sepetnik, Tótszerdahely
- Željezna županija: Bike, Čepreg, Gornji Četar, Hrvatske Šice, Hrvatski Židan, Kiseg, Narda, Petrovo Selo, Plajgor, Prisika, Sambotel

## Nagrade
Hrvatska državna samouprava dodjeljuje odličja povodom Hrvatskog dana.

## Vanjske poveznice
- (mađ.) Horvát Önkormányzat pozdravne riječi
- Popis članova Skupštine Hrvatske državne samouprave 2006.-2010.  Arhivirana inačica izvorne stranice od 31. listopada 2007. (Wayback Machine)
- Popis članova Skupštine Hrvatske državne samouprave 2002.-2006.  Arhivirana inačica izvorne stranice od 18. prosinca 2007. (Wayback Machine)
- Rezultati manjinskih izbora za hrvatske samouprave u Mađarskoj  Arhivirana inačica izvorne stranice od 21. svibnja 2013. (Wayback Machine), Hrvatski glasnik, Budimpešta, 21. listopada 2010.
- Raspodjela sredstava hrvatskim samoupravama, Hrvatski glasnik, Budimpešta, 1. rujna 2011.